# Shāh-e Pīrābād
Shāh-e Pīrābād (persiska: شاه پیر آباد) är en ort i Iran.   Den ligger i provinsen Khuzestan, i den centrala delen av landet, 600 km söder om huvudstaden Teheran. Shāh-e Pīrābād ligger 440 meter över havet och antalet invånare är 619.
Terrängen runt Shāh-e Pīrābād är varierad. Runt Shāh-e Pīrābād är det ganska tätbefolkat, med 62 invånare per kvadratkilometer. Närmaste större samhälle är Līkak, 16,2 km nordväst om Shāh-e Pīrābād. Omgivningarna runt Shāh-e Pīrābād är i huvudsak ett öppet busklandskap.